# برودهوم (ساسكاتشوان)
برودهوم (بالإنجليزية: Prud'homme, Saskatchewan)‏ هي قرية تقع في كندا في ساسكاتشوان. يقدر عدد سكانها بـ 167 نسمة ومساحتها 0.84 كم2.